# Черненко, Сергей Кононович
Сергей Кононович Черненко (22 декабря 1920,  Минеральные Воды — 21 февраля 1997) — российский военный учёный, лауреат Ленинской премии (1965).
Окончил 3 курса Ленинградского электротехнического института (1941) и 3-е Ленинградское артиллерийское училище (1943).
Участник войны с марта 1943 г., старший лейтенант. Награждён двумя орденами Отечественной войны I степени (1944, 1985).
После окончания ракетного факультета Артиллерийской академии им. Ф. Э. Дзержинского (1952) служил на научно-исследовательском испытательном полигоне Капустин Яр (отдел боевого применения).
С 1965 г. — во 2-м ЦНИИ МО (г. Калинин), заместитель начальника управления, полковник.
Учёный в области системного проектирования, унификации и универсализации зенитно-ракетного вооружения. Автор около 160 научных работ.
Доктор технических наук (1975), профессор.
Лауреат Ленинской премии (1965) как конструктор зенитно-ракетного оружия.
Заслуженный деятель науки и техники РСФСР (1990).
Старший брат — А. К. Черненко.